# Mont Yake
Le mont Yake (焼岳, Yake-dake), littéralement « montagne en feu », est un volcan actif des monts Hida situé entre Matsumoto dans la préfecture de Nagano et Takayama dans la préfecture de Gifu au Japon. Culminant à 2 455 m d'altitude, c'est une des 100 montagnes célèbres du Japon.